# Надбородник безлистный
Надборо́дник безли́стный (лат. Epipógium aphýllum) — типовой вид рода Надбородник.

## Ботаническое описание

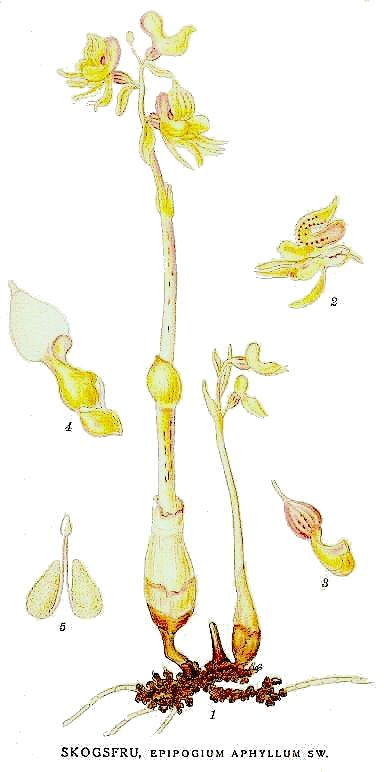

Многолетнее травянистое микогетеротрофное растение высотой 5—20 см. Корневище коралловидной формы.
Стебли светло-жёлтого цвета с красными полосками. Листья редуцированы до плёнчатых желтоватых чешуй.
Соцветие — кисть. Цветки жёлтые, поникающие, с розовыми либо пурпурными пятнами и светло-фиолетовым пятном. Обычно размножается вегетативно с помощью корневища, оплодотворённые цветки и семенные коробочки встречаются крайне редко.

## Распространение и среда обитания
Распространён в Европе, Малой Азии. В России широко встречается по всей лесной зоне, в Сибири лишь в поясе южной тайги и лесостепной зоне.
Произрастает в хвойных и смешанных лесах. Обычно живёт в толще мха, вынося наружу только стебель с цветками.

## Охранный статус
Вид с неопределённым статусом. Занесён в Красную книгу России и ряда субъектов Российской Федерации. Вымирает в связи с осушением болот и вырубкой леса.